# Бибикова, Ольга Павловна
О́льга Па́вловна Би́бикова (род. 13 августа 1946, Москва) — советский и российский арабист-исламовед. Кандидат исторических наук. Автор статей в электронной энциклопедии «Кругосвет».

## Биография
Родилась 13 августа 1946 года в Москве.
В 1971 году окончила Московский государственный институт международных отношений.
В 1975 году в Московском государственном институте международных отношений защитила диссертацию на соискание учёной степени кандидата исторических наук по теме «Позиция КНР в отношении арабо-израильского конфликта (1967—1973)» (Специальность 07.00.15 — История международных отношений и внешней политики).
С 1995 года преподаёт в Институте практического востоковедения, читая курсы лекций «Этнология и этнография стран Азии и Африки» и «Теория и история мировых религий» по общегуманитарным и профессиональным дисциплинам, а также в магистратуре курс лекций «Социокультурная антропология на Востоке».
Преподавала в Институте стран Азии и Африки при МГУ имени М. В. Ломоносова.
Старший научный сотрудник Центра исследования общих проблем современного Востока Института востоковедения РАН, заведующая сектором религиозной и общественной мысли отдела сравнительно-теоретических исследований.
Заместитель главного редактора научно-информационного бюллетеня «Россия и мусульманский мир» ИНИОН РАН.

## Научные труды

### Монографии
- Бибикова О. П. Арабы: историко-этнографические очерки. — М.: АСТ; Хранитель, 2008. — 445 с. — (Историческая библиотека). — ISBN 978-5-17-045997-1.
- Бибикова О. П. Иммигранты из мусульманских стран в Европе: этноконфессиональный и социокультурный аспекты. — М.: ИВ РАН, 2015. — 376 с. — 500 экз. — ISBN 978-5-89282-645-7.
- Бибикова О. П. Мусульмане Восточной Европы. — М.: ИВ РАН, 2018. — 196 с. — 500 экз. — ISBN 978-5-89282-853-6.
- Бибикова О. П. Декоративно-прикладное искусство мусульман. — Казань.: Издательство РИИ, 2010. — 194 с.

### Статьи
- Бибикова О. П. Большая мечеть Дамаска // Азия и Африка сегодня. — 1983. — № 2. — С. 43—45.
- Бибикова О. П. Арабская кухня // Азия и Африка сегодня. — 1984. — № 2. — С. 56—58.
- Бибикова О. П. Апамея — путешествие вглубь веков // Азия и Африка сегодня. — 1984. — № 8. — С. 56—58.
- Бибикова О. П. Мусульмане в Китае // Азия и Африка сегодня. — 1985. — № 2. — С. 60—61.
- Бибикова О. П. (под псевдонимом Маклина О.). Геополитика и кровь Карабаха // Азия и Африка сегодня. — 1994. — № 12. — С. 19—22.
- Бибикова О. П. Президент Казахстана Н. Назарбаев. Политический портрет // Россия и мусульманский мир. — 1995. — № 11. — С. 66—76.
- Бибикова О. П. Репрессии длиною в жизнь // Азия и Африка сегодня. — 1995. — № 1. — С. 2—9.
- Бибикова О. П. Ислам в Боснии // Россия и мусульманский мир. — 1996. — № 3. — С. 79—83.
- Бибикова О. П., Щенников В. Президент Казахстана Н. Назарбаев (Политический портрет) // Азия и Африка сегодня. — 1999. — № 7. — С. 23.
- Бибикова О. П. Кавказ-Центральная Азия феномен ваххабизма // Азия и Африка сегодня. — 1999. — № 8. — С. 48—52.
- Бибикова О. П. «Ваххабизм» или то, что под ним подразумевается // Россия и мусульманский мир. — 2000. — № 3. — С. 101—110.
- Бибикова О. П. Центральная Азия: наступление исламского экстремизма // Азия и Африка сегодня. — 2000. — № 2. — С. 15—23.
- Бибикова О. П. Баткен: наступление мусульманского экстремизма // Центральная Азия и Кавказ. — 2000. — № 1.
- Бибикова О. П. «Евроислам» или «исламская Европа» // Международные процессы. — 2004. — Т. 2, № 4. — С. 125—128.
- Бибикова О. П. Баткен: наступление мусульманского экстремизма // Центральная Азия и Кавказ. — 2004. — № 1. — С. 35.
- Бибикова О. П. Арабы в Европе: иммиграционная политика Франции // Россия и мусульманский мир. — 2011. — № 11. — С. 136—150.
- Бибикова О. П. Арабы и французы: трудности взаимного восприятия // Россия и мусульманский мир. — 2012. — № 10. — С. 122—134.
- Бибикова О. П. Культура поведения и нормы общения в исламе // Россия и мусульманский мир. — 2012. — № 7. — С. 155—173.
- Бибикова О. П. Проблема болгаро-турецкого мусульманского населения в отношениях между Софией и Анкарой // Ислам на Ближнем и Среднем Востоке. — 2012. — № 7. — С. 524—540.
- Бибикова О. П. Ислам и мусульмане на Апеннинское полуострове // Россия и мусульманский мир. — 2013. — № 6 (252). — С. 109—136.
- Бибикова О. П. Мусульмане в странах Старого света // Ислам в современном мире: внутригосударственный и международно-политический аспекты. — 2013. — № 3—4. — С. 33—38.
- Бибикова О. П. Ислам в жизни иммигрантских общин Западной Европы: социокультурный и политический аспект // Россия и мусульманский мир. — 2014. — № 11 (269). — С. 148—154.
- Бибикова О. П. Ислам в Австрии // Россия и мусульманский мир. — 2014. — № 4 (262). — С. 97—108.
- Бибикова О. П. Турецкие иммигранты в Германии: проблемы и перспективы // Россия и мусульманский мир. — 2014. — № 9 (267). — С. 168—187.
- Бибикова О. П., Цветкова Н. Н. Экономические, социально-политические, этноконфессиональные проблемы стран Востока // Восток. Афро-Азиатские общества: история и современность. — 2014. — № 3. — С. 166—174.
- Бибикова О. П. Турецкие иммигранты в Германии: проблемы и перспективы // Ислам на Ближнем и Среднем Востоке. — 2014. — № 8. — С. 350—366.
- Бибикова О. П., Цветкова Н. Н. Введение // Экономические, социально-политические, этноконфессиональные проблемы афро-азиатских стран Памяти В. Г. Растянникова / Ред. Н. Н. Цветкова, О. П. Бибикова. — М.: Институт востоковедения РАН, 2015. — С. 5—15. — 312 с. — ISBN 978-5-89282-666-2.
- Бибикова О. П., Азимов К. С. Сирийский кризис: изнутри и снаружи // Экономические, социально-политические, этноконфессиональные проблемы афро-азиатских стран Памяти В. Г. Растянникова / Ред. Н. Н. Цветкова, О. П. Бибикова. — М.: Институт востоковедения РАН, 2015. — С. 197—212. — 312 с. — ISBN 978-5-89282-666-2.
- Бибикова О. П. Иммигранты из мусульманских стран в Европе: проблемы адаптации // Экономические, социально-политические, этноконфессиональные проблемы афро-азиатских стран Памяти В.Г. Растянникова / Ред. Н. Н. Цветкова, О. П. Бибикова. — М.: Институт востоковедения РАН, 2015. — С. 228—244. — 312 с. — ISBN 978-5-89282-666-2.
- Бибикова О. П. Мусульмане Пиренейского полуострова // Россия и мусульманский мир. — 2015. — № 4 (274). — С. 118—148.
- Бибикова О. П. Мусульмане Греции // Россия и мусульманский мир. — 2015. — № 7 (277). — С. 103—140.
- Бибикова О. П. Миграционный кризис 2015 г. в Европе и его последствия // Актуальные проблемы Европы. — 2016. — № 4. — С. 61—82. — ISSN 0235-5620.
- Бибикова О. П. Исламофобия на Западе и в России // Ислам в современном мире: внутригосударственный и международно-политические аспекты. — 2015. — Т. 11, № 2. — С. 87—100.
- Бибикова О. П. Ислам в жизни иммигрантских общин Западной Европы: социо-культурный и политический аспект // Религиозные миссии на общественной арене: российский и зарубежный опыт: коллективная монография / Под ред. А. А. Красикова и Р. Н. Лункина. — М.: ИЕ РАН, 2016. — С. 225—235. — 336 с. — ISBN 978-5-98163-068-2.

### Кругосвет
- Бибикова О. П. Аббасидов династия. Кругосвет. Дата обращения: 2 июня 2017. Архивировано 21 октября 2016 года.
- Бибикова О. П. Авеста. Кругосвет. Дата обращения: 2 июня 2017. Архивировано 20 июня 2015 года.
- Бибикова О. П. Айша. Кругосвет. Дата обращения: 2 июня 2017. Архивировано 8 апреля 2016 года.
- Бибикова О. П. Аллах. Кругосвет. Дата обращения: 2 июня 2017. Архивировано 21 сентября 2016 года.
- Бибикова О. П. Аль-Азхар. Кругосвет. Дата обращения: 2 июня 2017. Архивировано 19 сентября 2016 года.
- Бибикова О. П. Аль-Фатиха. Кругосвет. Дата обращения: 2 июня 2017. Архивировано 30 марта 2015 года.
- Бибикова О. П. Ат-Такийа. Кругосвет. Дата обращения: 2 июня 2017. Архивировано 9 марта 2016 года.
- Бибикова О. П. Ат-Тирмизи. Кругосвет. Дата обращения: 2 июня 2017. Архивировано 28 октября 2016 года.
- Бибикова О. П. Бахира. Кругосвет. Дата обращения: 2 июня 2017. Архивировано 17 ноября 2012 года.
- Бибикова О. П. Бухари, Мухамамд ибн Исмаил Абу Абдаллах аль-Джуфи. Кругосвет. Дата обращения: 2 июня 2017. Архивировано 16 ноября 2012 года.
- Бибикова О. П. Ваххабизм. Кругосвет. Дата обращения: 2 июня 2017. Архивировано 15 сентября 2016 года.
- Бибикова О. П. Гурии. Кругосвет. Дата обращения: 2 июня 2017. Архивировано 16 ноября 2012 года.
- Бибикова О. П. Дервиш. Кругосвет. Дата обращения: 2 июня 2017. Архивировано 6 ноября 2016 года.
- Бибикова О. П. Джихад. Кругосвет. Дата обращения: 2 июня 2017. Архивировано 18 ноября 2016 года.
- Бибикова О. П. Ибн Аль Хайсам. Кругосвет. Дата обращения: 2 июня 2017. Архивировано 25 апреля 2016 года.
- Бибикова О. П. Ибн Араби. Кругосвет. Дата обращения: 2 июня 2017. Архивировано 22 октября 2016 года.
- Бибикова О. П. Ибн Бадж. Кругосвет. Дата обращения: 2 июня 2017. Архивировано 15 августа 2016 года.
- Бибикова О. П. Имам. Кругосвет. Дата обращения: 2 июня 2017. Архивировано 13 апреля 2016 года.
- Бибикова О. П. Имамат. Кругосвет. Дата обращения: 2 июня 2017. Архивировано 9 августа 2016 года.
- Бибикова О. П. Иракская литература. Кругосвет. Дата обращения: 2 июня 2017. Архивировано 25 августа 2016 года.
- Бибикова О. П. Ислам. Кругосвет. Дата обращения: 2 июня 2017. Архивировано 29 ноября 2016 года.
- Бибикова О. П. Исламская (мусульманская) архитектура. Кругосвет. Дата обращения: 2 июня 2017. Архивировано 28 ноября 2016 года.
- Бибикова О. П. Исламское (мусульманское) искусство. Кругосвет. Дата обращения: 2 июня 2017. Архивировано 22 ноября 2016 года.
- Бибикова О. П. Исмаил. Кругосвет. Дата обращения: 2 июня 2017. Архивировано 17 сентября 2016 года.
- Бибикова О. П. Исмаилиты. Кругосвет. Дата обращения: 2 июня 2017. Архивировано 15 ноября 2016 года.
- Бибикова О. П. Кааба. Кругосвет. Дата обращения: 2 июня 2017. Архивировано 15 августа 2016 года.
- Бибикова О. П. Карматы. Кругосвет. Дата обращения: 2 июня 2017. Архивировано 9 августа 2016 года.
- Бибикова О. П. Коран. Кругосвет. Дата обращения: 2 июня 2017. Архивировано 31 октября 2016 года.
- Бибикова О. П. Мамлюк. Кругосвет. Дата обращения: 2 июня 2017. Архивировано 29 августа 2016 года.
- Бибикова О. П. Мекка. Кругосвет. Дата обращения: 2 июня 2017. Архивировано 17 октября 2016 года.
- Бибикова О. П. Мулла. Кругосвет. Дата обращения: 2 июня 2017. Архивировано 2 июня 2017 года.
- Бибикова О. П. Муфтий. Кругосвет. Дата обращения: 2 июня 2017. Архивировано 4 марта 2016 года.
- Бибикова О. П. Муэдзин. Кругосвет. Дата обращения: 2 июня 2017. Архивировано 9 августа 2016 года.
- Бибикова О. П. Накшбанд. Кругосвет. Дата обращения: 2 июня 2017. Архивировано 31 мая 2016 года.
- Бибикова О. П. Намаз. Кругосвет. Дата обращения: 2 июня 2017. Архивировано 17 ноября 2016 года.
- Бибикова О. П. Номады. Кругосвет. Дата обращения: 2 июня 2017. Архивировано 21 октября 2016 года.
- Бибикова О. П. Омейадов династия. Кругосвет. Дата обращения: 2 июня 2017. Архивировано 28 октября 2016 года.
- Бибикова О. П. Праведные (правоверные) халифы. Кругосвет. Дата обращения: 2 июня 2017. Архивировано 23 ноября 2016 года.
- Бибикова О. П. Пророки. Кругосвет. Дата обращения: 2 июня 2017. Архивировано 16 сентября 2016 года.
- Бибикова О. П. Пять столпов ислама. Кругосвет. Дата обращения: 2 июня 2017. Архивировано 17 ноября 2016 года.
- Бибикова О. П. Рубаи. Кругосвет. Дата обращения: 2 июня 2017. Архивировано 17 ноября 2016 года.
- Бибикова О. П. Саманидов династия. Кругосвет. Дата обращения: 2 июня 2017. Архивировано 30 октября 2016 года.
- Бибикова О. П. Салман аль-Фариси. Кругосвет. Дата обращения: 2 июня 2017. Архивировано 28 мая 2016 года.
- Бибикова О. П. Сейиды. Кругосвет. Дата обращения: 2 июня 2017. Архивировано 17 ноября 2012 года.
- Бибикова О. П. Сунна. Кругосвет. Дата обращения: 2 июня 2017. Архивировано 22 сентября 2016 года.
- Бибикова О. П. Сунниты. Кругосвет. Дата обращения: 2 июня 2017. Архивировано 1 июля 2016 года.
- Бибикова О. П. Таки ад-Дин Ахмад Ибн Таймийа. Кругосвет. Дата обращения: 2 июня 2017. Архивировано 26 октября 2016 года.
- Бибикова О. П. Тафсир. Кругосвет. Дата обращения: 2 июня 2017. Архивировано 16 ноября 2012 года.
- Бибикова О. П. Фатима. Кругосвет. Дата обращения: 2 июня 2017. Архивировано 29 сентября 2016 года.
- Бибикова О. П. Фатимидов династия. Кругосвет. Дата обращения: 2 июня 2017. Архивировано 15 октября 2016 года.
- Бибикова О. П. Фетва. Кругосвет. Дата обращения: 2 июня 2017. Архивировано 16 сентября 2016 года.
- Бибикова О. П. Фикх. Кругосвет. Дата обращения: 2 июня 2017. Архивировано 22 сентября 2016 года.
- Бибикова О. П. Фундаментализм в исламе. Кругосвет. Дата обращения: 2 июня 2017. Архивировано 8 февраля 2017 года.
- Бибикова О. П. Хадиджа. Кругосвет. Дата обращения: 2 июня 2017. Архивировано 8 апреля 2016 года.
- Бибикова О. П. Халифат. Кругосвет. Дата обращения: 2 июня 2017. Архивировано 27 ноября 2016 года.
- Бибикова О. П. Хариджиты. Кругосвет. Дата обращения: 2 июня 2017. Архивировано 4 марта 2016 года.
- Бибикова О. П. Хасаниды. Кругосвет. Дата обращения: 2 июня 2017. Архивировано 29 ноября 2016 года.
- Бибикова О. П. Хашимиты. Кругосвет. Дата обращения: 2 июня 2017. Архивировано 2 августа 2016 года.
- Бибикова О. П. Шахидизм. Кругосвет. Дата обращения: 2 июня 2017. Архивировано 30 октября 2016 года.
- Бибикова О. П. Шииты. Кругосвет. Дата обращения: 2 июня 2017. Архивировано 12 октября 2016 года.

### Рецензии
- Бибикова О. П. Шейх Кунта-хаджи (рецензия на книгу Акаева В. Х.) // Восток. Афро-Азиатские общества: история и современность. — 1997. — № 1. — С. 202—206.

## Научно-популярные работы

### Книги
- Крепости и вооружение Западной Европы / А. И. Кардаш, А. Ю. Низовский, О. П. Бибикова. — М.: Бук Хаус, 2006. — (Золотой блеск эпохи).
- Города мира / Н. А. Алексеева, Н. В. Давыдова, Н. А. Листопадов, А. Е. Локшин, В. В. Малышев, Г. Б. Навлицкая, Е. Н. Сабурова, В. Л. Семёнов, Н. А. Слука, П. Ю. Фомичев, В. И. Новиков, О. П. Бибикова, В. Н. Козлов. — М.: Аванта+, 2010. — 216 с. — (Самые красивые и знаменитые). — ISBN 978-5-98986-334-1.
- Великие битвы / О. П. Бибикова, А. А. Фетисов, А. П. Богданов, С. Ф. Орешкова, А. А. Исаев. — М.: Аванта+, 2010. — 120 с. — (50 самых знаменитых). — ISBN 978-5-98986-354-9.

### Статьи
- Бибикова О. П. Али бен Абу Талиб // Наука и религия. — 1999. — № 10. — С. 34—36.
- Бибикова О. П. Дочь пророка // Наука и религия. — 1999. — № 3. — С. 44—45.
- Бибикова О. П. Умар бен Хаттаб // Наука и религия. — 1999. — № 7. — С. 37—39.
- Бибикова О. П. Усман бен Аффан // Наука и религия. — 1999. — № 8. — С. 42—45.
- Бибикова О. П. Трапеза по шариату // Восточная коллекция. — 2002. — № 2. — С. 146—156.
- Бибикова О. П. Чтобы стать человеком Сунны // Восточная коллекция. — 2002. — № 4. — С. 94—98.
- Бибикова О. П. Платье на все времена // Восточная коллекция. — 2003. — № 2. — С. 135—146.
- Бибикова О. П. Трагические дни исламской святыни // Наука и религия. — 2004. — № 10. — С. 10—11.
- Бибикова О. П. Арабская чистокровная // Восточная коллекция. — 2004. — № 1. — С. 83—87.
- Бибикова О. П. Калам острее сабли // Восточная коллекция. — 2005. — № 1 (20). — С. 66—83. — ISSN 1681-7559.
- Бибикова О. П. Жизнь замечательных ковров // Восточная коллекция. — 2006. — № 1. — С. 71—84.
- Бибикова О. П. «Слаще поцелуя, вкуснее бисквита в вине...» // Восточная коллекция. — 2006. — № 2. — С. 92—102.
- Бибикова О. П. Дом Аллаха // Восточная коллекция. — 2007. — № 2. — С. 82—95.
- Бибикова О. П. Главная улица Египта // Восточная коллекция. — 2010. — № 4 (43). — С. 74—88. — ISSN 1681-7559.
- Бибикова О. П. Быть или не быть великим визирем... // Восточная коллекция. — 2013. — № 2 (53). — С. 99—108. — ISSN 1681-7559.